# 安行西立野
安行西立野（あんぎょうにしたての）は、埼玉県川口市の大字。郵便番号は333-0812。

## 地理
川口市の東部に位置する。かつて美園村に属したエリアで、西には大字西立野が隣接する。

## 沿革
- 1889年（明治22年）4月1日 - 町村制施行に伴い、戸塚村・西立野村・長蔵新田・久左衛門新田・藤兵衛新田が合併し[4]、戸塚村大字西立野となる。
- 1956年（昭和31年）4月1日 - 戸塚村・大門村・野田村が合併し[5]、美園村大字西立野となる。
- 1960年（昭和35年）4月1日 - 美園村大字西立野の一部から川口市に編入され、川口市大字安行西立野が成立。なお、残りの部分も1962年の合併により川口市に編入されたが、川口市大字西立野となっている[5][6]。

## 世帯数と人口
2018年（平成30年）3月1日現在の世帯数と人口は以下の通りである。
| 大字       | 世帯数 | 人口  |
| ---------- | ------ | ----- |
| 安行西立野 | 99世帯 | 230人 |

## 小・中学校の学区
市立小・中学校に通う場合、学区（校区）は以下の通りとなる。
| 番地         | 小学校               | 中学校               |
| ------------ | -------------------- | -------------------- |
| 225〜303番地 | 川口市立安行東小学校 | 川口市立安行東中学校 |

## 交通

### 鉄道
地区内に鉄道は敷設されていない。埼玉高速鉄道戸塚安行駅からほど近い。

### 道路
- 埼玉県道381号東大門安行西立野線
- 埼玉県道161号越谷川口線

## 施設
- 安行西立野町会会館
- 安行西立野公園